# Корбон (Орн)
Корбон (фр. Corbon) насеље је и општина у северној Француској у региону Доња Нормандија, у департману Орн која припада префектури Мортањ о Перш.
По подацима из 2011. године у општини је живело 152 становника, а густина насељености је износила 18,14 становника/km². Општина се простире на површини од 8,38 km². Налази се на средњој надморској висини од 122 метара (максималној 222 m, а минималној 132 m).

## Демографија
| 1962. | 1968. | 1975. | 1982. | 1990. | 1999. | 2011. |
| ----- | ----- | ----- | ----- | ----- | ----- | ----- |
| 93    | 126   | 116   | 91    | 108   | 143   | 152   |

График промене броја становника у току последњих година